# Рудолфов
Рудолфов (на чешки: Rudolfov) е град в окръг Ческе Будейовице в Южнчешкия край на Чешката република. Има около 2600 жители.

## Административни части
Село Хлинско е административна част от Рудолфов. Образува ексклав на територията на общината.

## География
Рудолфов се намира на около 4 км източно от Ческе Будейовице.

## История
Първото споменаване на добив на сребро в района е от 1385 г. В края на XVI век добивът става интензивен и това е най-важният район за добив на сребро в Бохемия заедно с Кутна Хора и Яхимов. През 1585 г. миньорското селище е повишено в кралски миньорски град от император Рудолф II.

## Забележителности
Основната забележителност е църквата „Свети Вит“. Построена е като протестантски храм през 1583 г. Втората забележителност в града е ренесансовата сграда на бившата минна служба, която до 2009 г. служи за кметство. Днес в сградата се помещава малък музей на минното дело. Има и малък ренесансов замък, чийто помещения се използват като офиси.

## Побратимени градове
Рудолфов е побратимен с:
- Зандл, Австрия